# Łowecz (stacja kolejowa)
Łowecz (bułg. Железопътна гара Ловеч) – stacja kolejowa w miejscowości Łowecz, w obwodzie Łowecz, w Bułgarii. Znajduje się na lokalnej linii kolejowej Swisztow – Trojan. 

## Linie kolejowe
- Swisztow – Trojan